# Lac Bearup
Le lac Bearup (en anglais : Bearup Lake) est un lac américain dans le comté de Tuolumne, en Californie. Il est situé à 2 296 mètres d'altitude au sein de la Yosemite Wilderness, dans le parc national de Yosemite.